# Discografia di Tarja Turunen
In questa pagina è contenuta l'intera discografia di Tarja Turunen dagli esordi con la metal band Nightwish fino alla carriera da solista e il progetto collaborativo Outlanders.

## Album in studio
Nightwish 
- 1997 - Angels Fall First
- 1998 - Oceanborn
- 2000 - Wishmaster
- 2001 - Over the Hills and Far Away
- 2002 - Century Child
- 2004 - Once

 Solista 
- 2006 - Henkäys Ikuisuudesta
- 2007 - My Winter Storm
- 2010 - What Lies Beneath
- 2013 - Colours in the Dark
- 2015 - Ave Maria - En Plein Air
- 2016 - The Brightest Void
- 2016 - The Shadow Self
- 2017 - From Spirits and Ghosts (Score for a Dark Christmas)
- 2019 - In the Raw
- 2023 - Dark Christmas

 Outlanders 
- 2023 - Outlanders

## Raccolte
- 2022 - Best of: Living the Dream

## Extended play
- 2008 - The Seer
- 2014 - Left in the Dark

## Album dal vivo
- 2011 - In Concert - Live at Sibelius Hall (Tarja and Harus)
- 2012 - Act I: Live in Rosario
- 2012 - Live in Luna Park
- 2014 - Beauty and the Beat
- 2015 - Luna Park Ride
- 2018 - Act II
- 2020 - Christmas Together: Live at Olomouc and Hradec Králové 2019
- 2023 - Rocking Heels: Live At Metal Church

## Singoli
Nightwish 
- The Carpenter (1997)
- Sacrament of Wilderness (1998)
- Passion and the Opera (1998)
- Walking in the Air (1999)
- Sleeping Sun (Four Ballads of the Eclipse) (1999)
- The Kinslayer (2000)
- Deep Silent Complete (2000)
- Ever Dream (2002)
- Bless the Child (2002)
- Nemo (2004)
- Wish I Had an Angel (2004)
- Kuolema tekee taiteilijan (2004)
- The Siren (2005)
- Sleeping Sun (2005)

 Solista 
- Yhden enkelin unelma (2004)
- You Would Have Loved This (2006)
- I Walk Alone (2007)
- Die Alive (2007)
- Enough (2007)
- Falling Awake (2010)
- I Feel Immortal (2010)
- Until My Last Breath (2010)
- Underneath (2011)
- Into The Sun (2012)
- Victim of Ritual (2013)
- 500 Letters (2013)
- Innocence (2016)
- No Bitter End (2016)
- Demons in You (2016)
- An Empty Dream (2017)
- O Come, O Come, Emmanuel (2017)
- O Tannenbaum (2017)
- Feliz Navidad (2017)
- Love to Hate (Live in London) (2018)
- Undertaker (Live) (2018)
- Dead Promises (2019)
- Railroads (2019)
- Tears in Rain (2019)
- You and I (2019)
- Eye of the Storm (2022)
- Frosty the Snowman (2023)
- Jingle Bells (2023)

 Come artista ospite 
- Beto Vázquez Infinity (2001)
- Noche Escandinava (2002)
- Leaving You for Me (feat. Martin Kesici) (2005)
- Tag und Nacht (2005)
- Nuclear Blast All-Stars: Into the Light (2007)

## Video musicali
| Anno | Canzone                 | Regista            |
| ---- | ----------------------- | ------------------ |
| 2007 | I Walk Alone            | Jörn Heitmann      |
| 2008 | Die Alive               | Uwe Flade          |
| 2010 | I Feel Immortal         | Jörn Heitmann      |
| 2010 | Until My Last Breath    | Jörn Heitmann      |
| 2010 | Until My Last Breath II |                    |
| 2012 | Into the Sun            |                    |
| 2013 | Never Enough            |                    |
| 2013 | Victim of Ritual        | Florian Kaltenbach |
| 2013 | 500 Letters             | Florian Kaltenbach |
| 2015 | Ave Maria               |                    |
| 2016 | No Bitter End           |                    |
| 2016 | Innocence               |                    |
| 2017 | An Empty Dream          |                    |